# Mondo nuovo
(Carlo Goldoni, I rusteghi, atto II, scena 5)

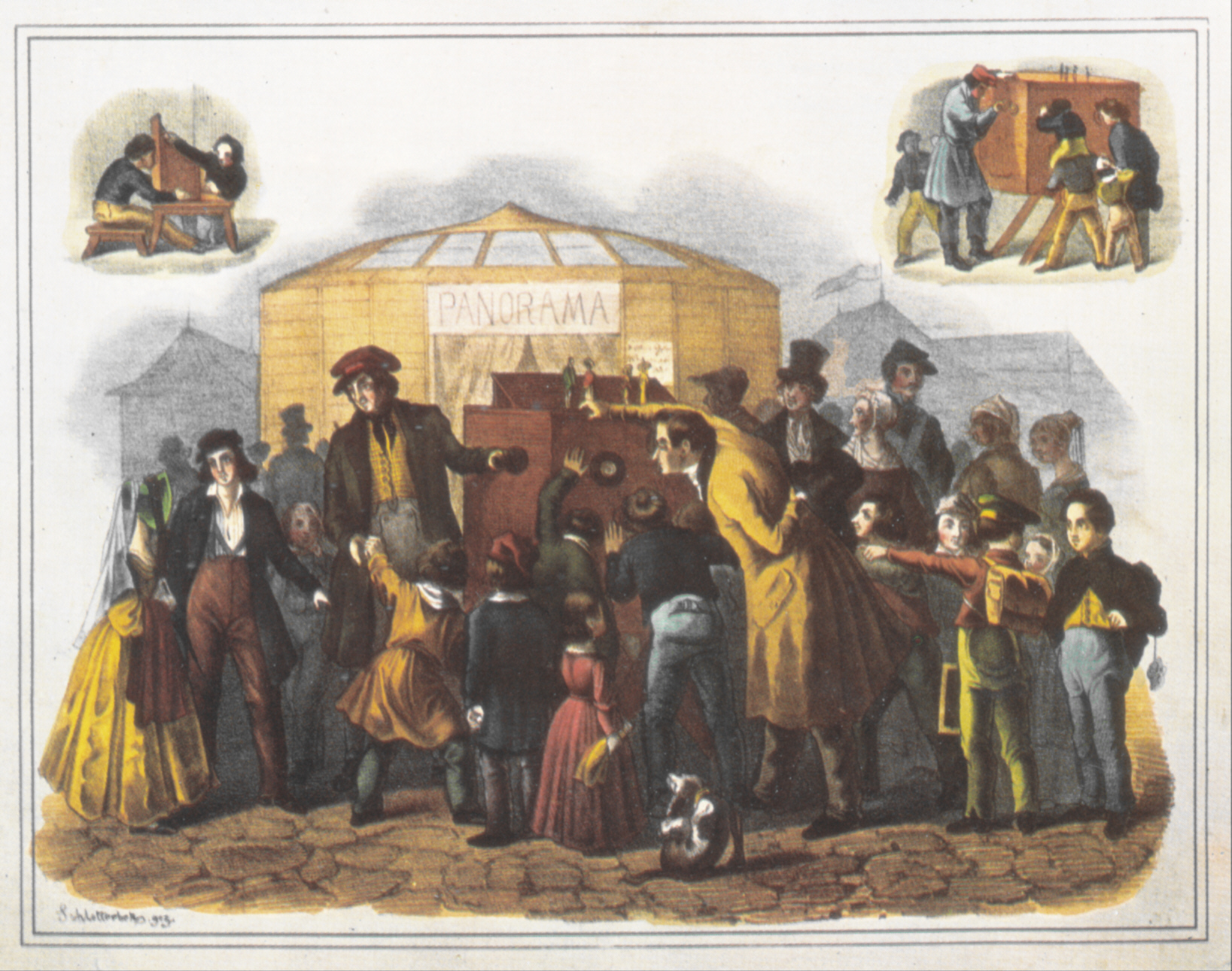
Cromolitografia di F. von Schlotterbeck del 1843 che illustra uno spettacolo di Mondo Nuovo

Il Mondo nuovo o pantoscopio è uno strumento ottico di intrattenimento popolare, con cui è possibile vedere "vedute ottiche", stampate su carta e colorate a mano, retroilluminate da una candela.
La sua maggiore diffusione si registra tra il XVIII e il XIX secolo, ad opera soprattutto di ambulanti che giravano per le feste di paese, chiedendo un compenso per la visione delle immagini.

## Principio di funzionamento

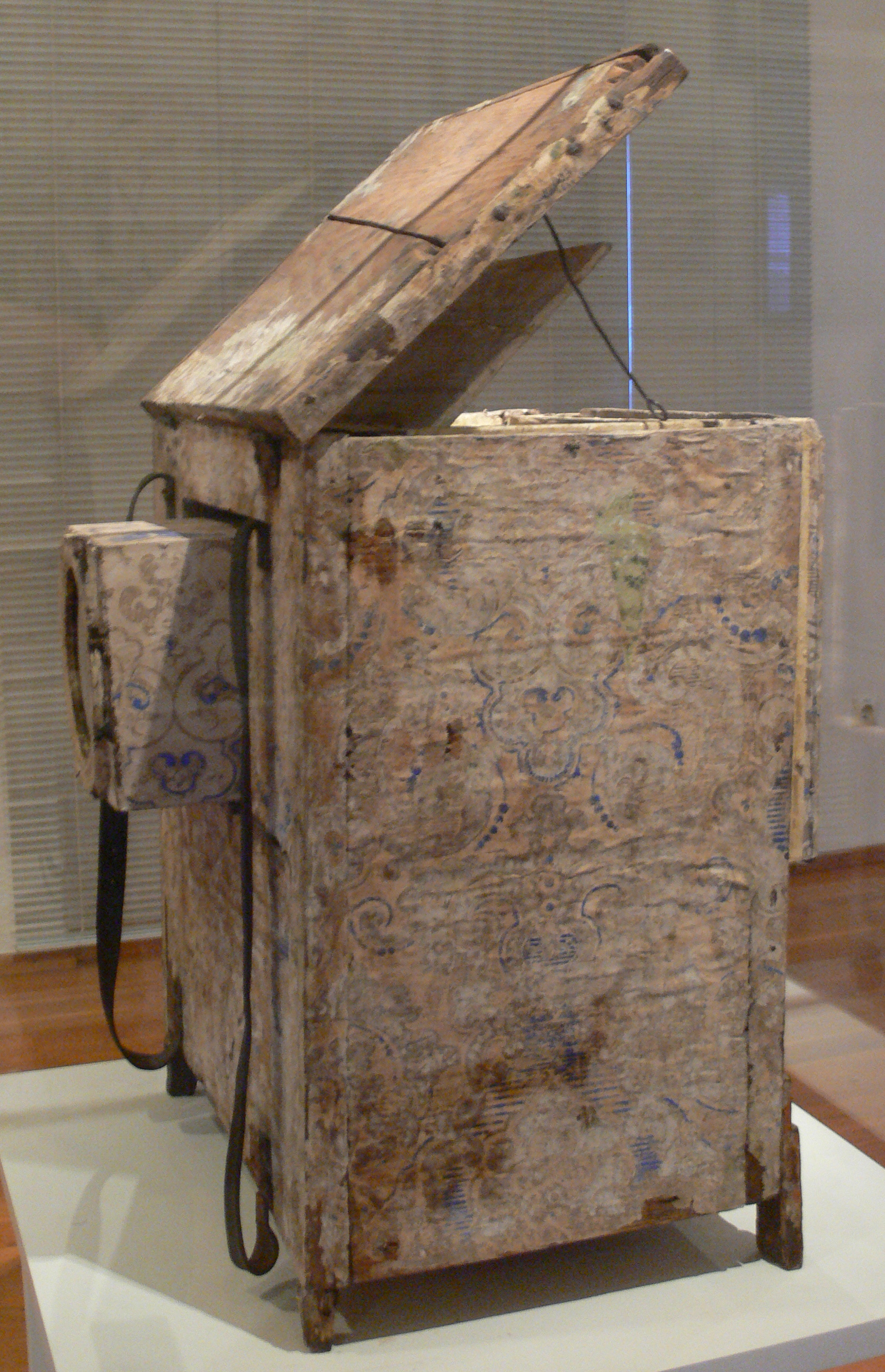
Mondo nuovo con tracolla, Museo di Stato di Württemberg

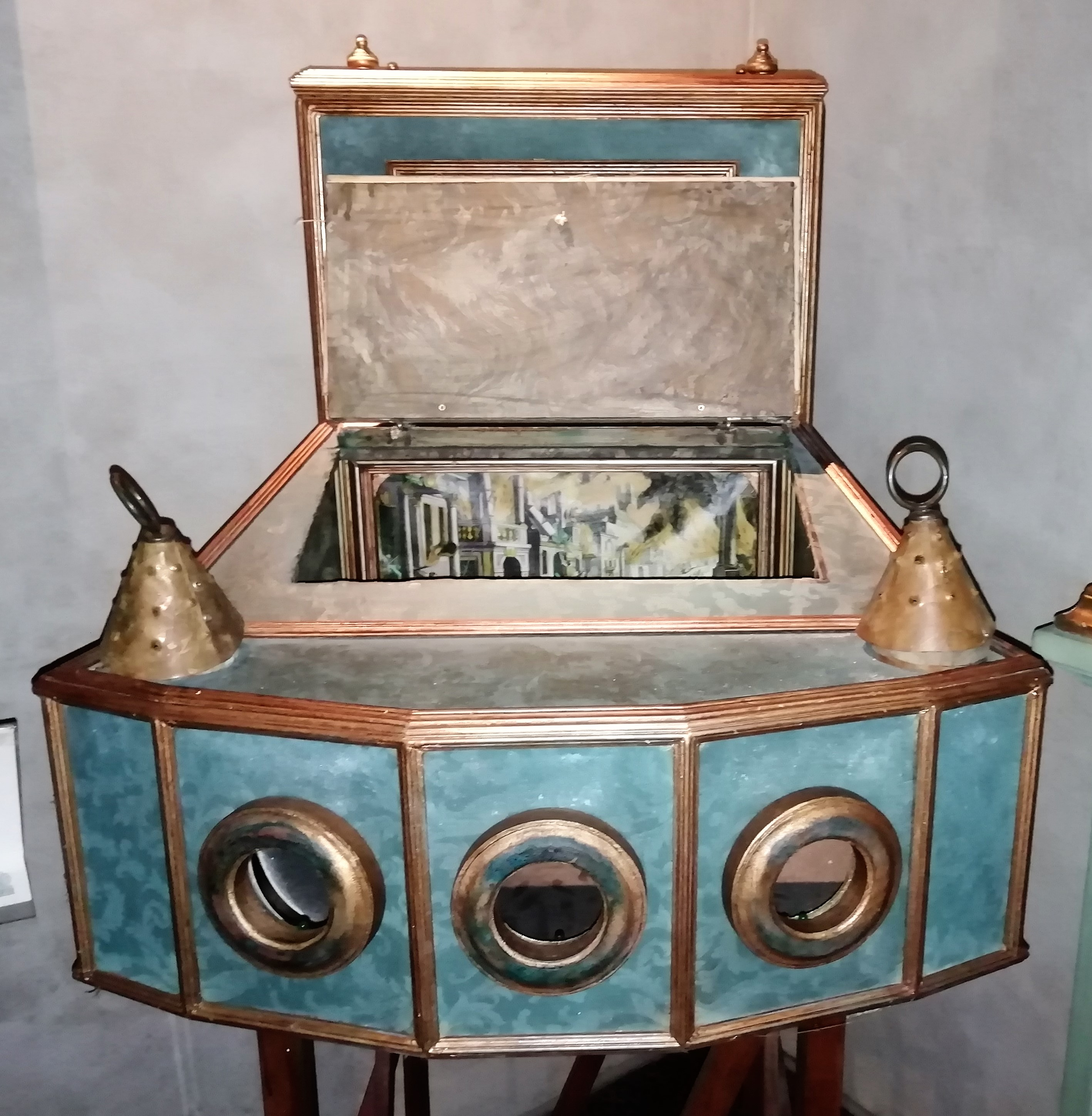
Mondo nuovo nel Museo di Palazzo Poggi

Simile nel principio alla lanterna magica, ha però un funzionamento opposto, poiché le immagini non vengono proiettate all'esterno, ma, per poterle visualizzare, l'osservatore deve guardare all'interno del dispositivo. Il mondo nuovo è costituito da una cassa di grandi dimensioni, alta quanto una persona o quasi. All'interno è possibile osservare delle immagini costituite da dipinti su carta colorate a mano, spesso con alcuni particolari intagliati, per ottenere in trasparenza, l'effetto giorno-notte di un paesaggio. In tali rappresentazioni sono talvolta calate delle figure umane snodate animate grazie a dei fili.

## Caratteristiche
A differenza della lanterna magica, le cui proiezioni potevano essere osservate solamente di notte o all'interno di una stanza buia, il mondo nuovo poteva essere utilizzato durante il giorno, all'aperto, nelle piazze. Così come nel caso della lanterna magica, le immagini utilizzate, potevano avere un uso didattico o di intrattenimento con soggetti che mostravano paesi lontani, paesaggi, cerimonie pubbliche, o di genere fantastico, che però ottenevano maggiore effetto durante la visione notturna.
Tipiche del mondo nuovo erano invece le immagini che raccontavano eventi reali, una sorta di notiziario per immagini particolarmente popolare negli strati più bassi della popolazione analfabeta: divenne particolarmente in voga durante la Rivoluzione francese. In questo caso l'imbonitore poteva illustrare ai fruitori gli avvenimenti narrati dalle immagini. Una scena molto popolare in questo periodo era la decapitazione di Maria Antonietta, poiché la esecuzioni erano considerate fatti di spettacolo, chi non poteva assistervi direttamente si accontentava di queste riproduzioni.
Si tratta del dispositivo del precinema più vicino allo spettacolo del kinetoscopio di Thomas Edison.

## Omaggi e citazioni

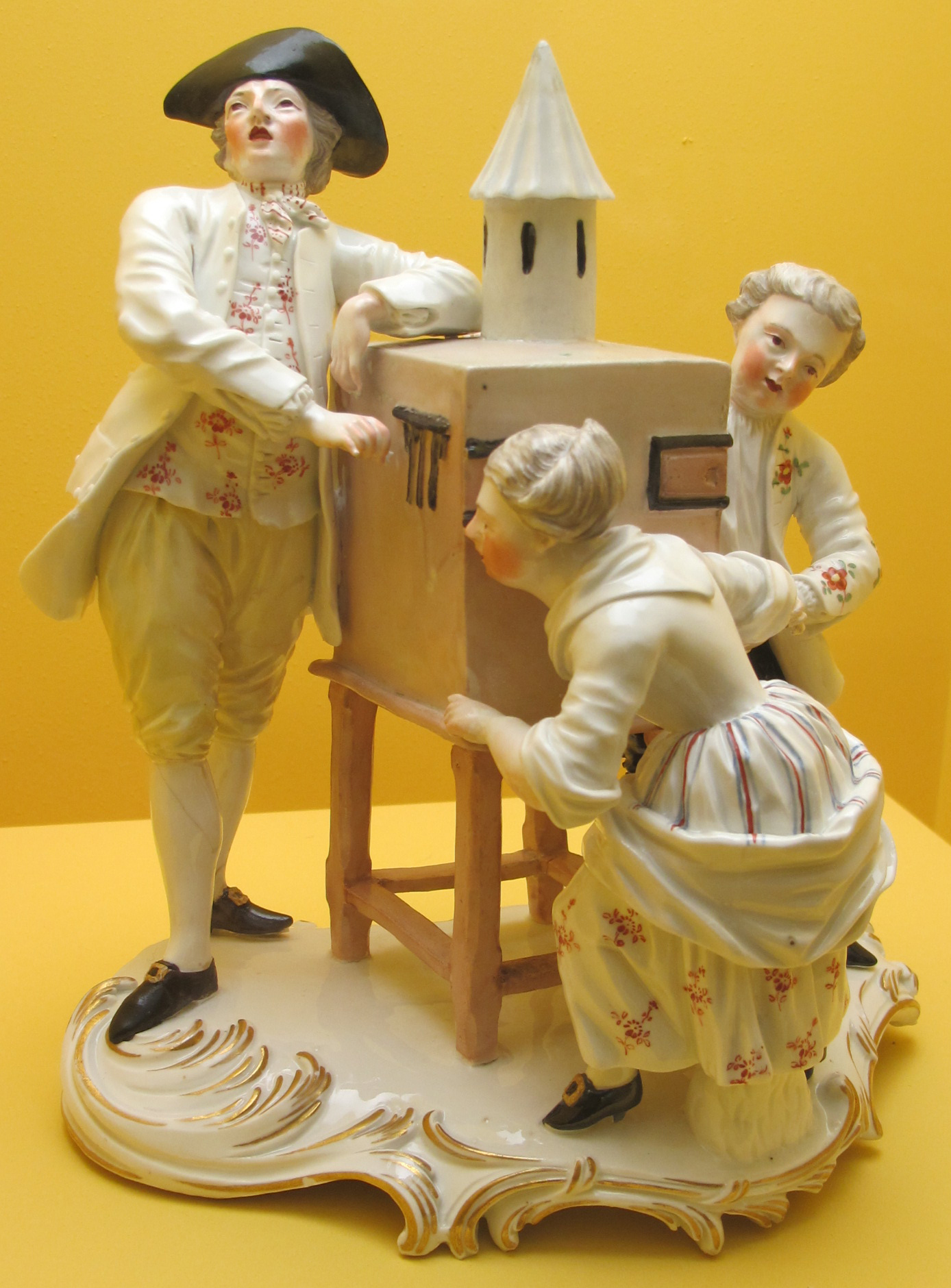
Porcellana di Frankenthal, Il Mondo Nuovo (1758-1763)

- Una ricostruzione di uno spettacolo di mondo nuovo e dell'impatto che aveva sulla popolazione del XVIII secolo, è presente nelle prime scene del film Il mondo nuovo, diretto da Ettore Scola nel 1982.